# VfL 볼프스부르크
페어라인 퓌어 라이베스위붕엔 볼프스부르크(Verein für Leibesübungen Wolfsburg)는 흔히 VfL 볼프스부르크(VfL Wolfsburg)로 알려진 독일의 축구 클럽으로 니더작센주 볼프스부르크를 연고로 한다. 이 팀은 현재 분데스리가에 속해 있으며, 2008-09 시즌에 한 차례 분데스리가 우승을 거두었다. 그 외에도 볼프스부르크는 1995년에 DFB-포칼 준우승을 거두기도 하였다. 현재 감독은 플로리안 코펠트이다. 이 클럽은 볼프스부르크의 폭스바겐 노동자들에 의해 종합 스포츠 클럽으로 성장하였고, 현재 폭스바겐 그룹의 자회사이다.

## 역사

### 신도시의 새 클럽
볼프스부르크 시는 1938년에 슈타트 데스 KdF-바겐 (Stadt des KdF-Wagen) 라는 이름으로 신설되어, 나중에 폭스바겐 케퍼로 알려지게 될 자동차 노동자들의 거주지가 되었다. 이 자동차 노동자들에 의해 창단된 첫 번째 축구 클럽은 BSG 폭스바겐베어크 슈타트 데스 KdF-바겐 (BSG Volkswagenwerk Stadt des KdF-Wagen) 이었다. 이 팀은 지역 1부리그인 오스트하노버 가울리가 (Gauliga Osthannover) 에 1943-44 시즌과 1944-45 시즌에 등장하였다.
1945년 9월 12일, 제2차 세계 대전 종전 이후, VSK 볼프스부르크 (VSK Wolfsburg)로 알려진 새 클럽이 창단되었다. 이 팀은 현재의 VfL이 사용하는 녹색과 백색의 유니폼을 지금까지 사용한다. 이는 당시 지역의 유소년팀 감독 베른트 엘베어슈키어히 (Bernd Elberskirch) 가 10벌의 녹색 유니폼을 가지고 있었고 여기에 흰색의 침대 매트리스 시트를 사회단체로부터 기부받아 지역 여성들에 의해 꿰매어져 흰색 반바지가 되었다.
1945년 12월 15일, 볼프스부르크는 존재에 위협을 줄 정도로의 위기에 처하였는데, 한 선수를 제외한 모든 선수가 팀을 떠나 1. FC 볼프스부르크 (1. FC Wolfsburg) 로 이적한 것이었다. 당시 유일하게 남은 선수는 요제프 마여 (Josef Meyer)였고, 빌리 힐베르트 (Willi Hilbert) 와 일하여 새 선수를 영입하여 팀을 리빌딩하였다. 새 클럽은 VfL이란 이름을 땄는데, VfL은 페어라인 퓌어 라이베쉬분겐 (Verein für Leibesübungen) 을 뜻하며, "체조 클럽" 혹은 "체육 클럽"으로 해석된다. 1년 만에 이 팀은 지역 기프호른 대회 우승을 거두었다. 1946년 11월 말, 이 클럽은 겔젠키르헨의 강호 FC 샬케 04와 폭스바겐 소유의 구장에서 친선경기를 치렀다. 이 팀은 BSG 이후로 폭스바겐의 스폰서를 받은 새로운 클럽이 되었다.

### 제2차 세계대전 이후
볼프스부르크는 시즌을 거듭하여 느리지만 꾸준히 약진하였다. VfL은 아마토이어 챔피언쉽을 몇 차례 우승을 거두었지만, 1부리그인 북부 오베르리가로 진입하는 승격 플레이오프에 어려움을 거두었다. 1954년에서야 볼프스부르크는 하이더 SV (Heider SV)를 2-1로 꺾고 오베르리가에 합류하는데 성공하였다. 그러나, 볼프스부르크는 1부리그에서 고전하였고, 여러 차례 강등을 피한 뒤, 1959년에 강등되었다. 1963년, 독일의 첫 통합 프로 축구 리그인 분데스리가가 출범하였을때에 VfL은 니더작센 페어반데스리가 (Verbandesliga, 당시 3부리그)에서 북부 레기오날리가 (당시 2부리그) 에 승격하여 속하였다.

### 분데스리가 합류
볼프스부르크는 이후 약 12년간 2부리그에 머물렀고, 그 기간 동안의 최고 성적은 1969-70 시즌의 준우승이었다. 1969-70 시즌의 준우승을 거둠에 따라 분데스리가 플레이오프에 참여할 수 있게 되었으나, 플레이오프에서의 저조한 성적으로 인해 분데스리가에 진출할 수 없었다. 1970년대 중반에서 1990년대 초반까지 볼프스부르크는 북부 아마토이어 오베르리가 (당시 3부리그) 에 속해있었다. 1990-91 시즌과 1991-92 시즌에 연속으로 1위를 거둔 볼프스부르크는 승격 플레이오프에서도 성공을 거두며 1992-93 시즌에 2 분데스리가 진출권을 확보하였다.
VfL은 1990년대에 들어 어느 정도 성공을 거두었다. 볼프스부르크는 1995년에 DFB-포칼 결승전에 진출하여 보루시아 묀헨글라트바흐와의 결승에서 0-3으로 패하였고, 1996-97 시즌에는 2부리그를 2위로 종료하여 1 분데스리가 진출에 성공하였다.
1997-98 시즌을 앞두고 볼프스부르크는 1시즌 만에 2 분데스리가로 강등될 것으로 점쳐졌으나, 예상을 뒤엎고 첫 분데스리가 시즌을 중위권으로 마무리하였다. 1998-99 시즌, 볼프스부르크는 볼프강 볼프 감독의 지휘 하에 33라운드에 5위를 기록하였고, 4등으로 시즌을 마감하여 UEFA 챔피언스리그 예선전에 참여할 수 있는 기회를 잡았다. 34라운드 MSV 뒤스부르크 원정에서 1-6으로 패한 볼프스부르크는 승점 55점으로 리그를 6위로 마감하였고, UEFA 컵 진출에 성공하였다. 볼프스부르크는 이후 UEFA 인터토토컵에 2000년, 2001년, 2003년, 2004년, 그리고 2005년에 참여하였는데, 2003년에는 결승에 진출하여 이탈리아의 페루자 칼초에 패해 준우승에 머물렀지만, 이는 VfL의 최고 성적이었다. 이어지는 시기 동안 볼프스부르크는 위기를 겪었고, 2005-06 시즌과 2006-07 시즌 두 차례, 15위로 리그를 마감하면서 강등을 간신히 모면하였다.

### 2007년부터 현재까지

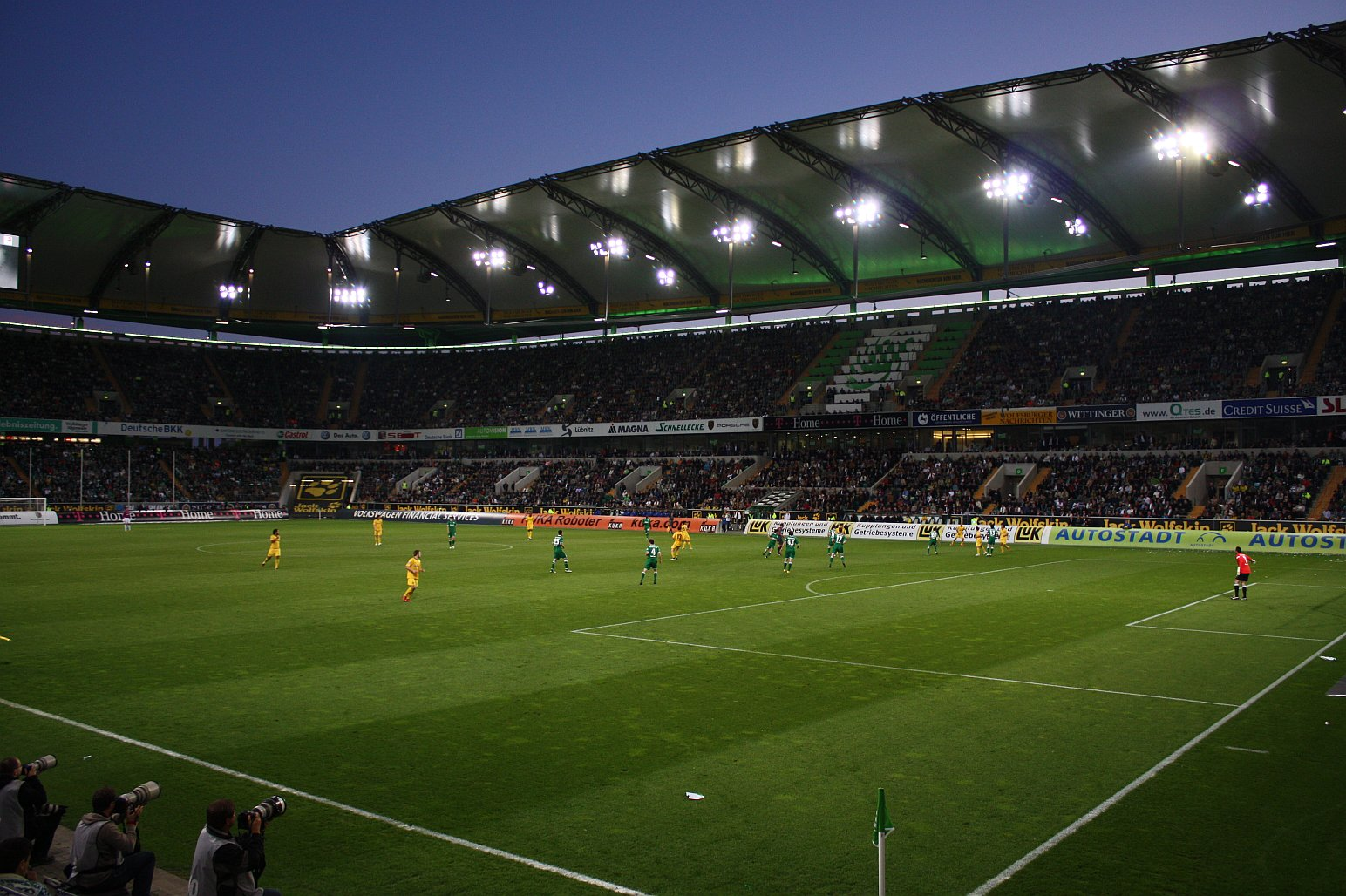
2009년 5월 보루시아 도르트문트전

2007-08 시즌을 앞두고, 볼프스부르크는 전 FC 바이에른 뮌헨의 감독 펠릭스 마가트를 새 사령탑으로 선정하였고, 마가트는 볼프스부르크의 첫 시즌을 당시 클럽 최고 성적인 5위로 마감하였다. 이 결과에 따라 VfL은 다음 시즌의 UEFA 컵 진출권을 획득하였는데, 이는 클럽 역사상 두 번째 UEFA 컵 진출이었다.
2008-09 시즌, 마가트 감독의 지휘 하에 2009년 5월 23일, SV 베르더 브레멘과의 리그 최종전에서 5-1 대승을 거두며, 분데스리가 첫 우승을 달성하였다. 이 시즌 동안, 볼프스부르크는 겨울 휴식기 이후 10연승을 기록하여 최다 연승 기록 동률을 이루었다. 또한 2008-09 시즌의 볼프스부르크는 2명 이상의 공격수가 같은 시즌에 20골 이상을 기록한 팀이 되었는데, 그 주인공들은 브라질인 그라피치와 보스니아 헤르체고비나인 에딘 제코였고, 우승을 달성하면서 각각 28골, 26골을 득점하였다. 이 우승에 대한 결과로, 볼프스부르크는 역사상 처음으로 UEFA 챔피언스리그 진출에 성공하였다.
2009-10 시즌, 볼프스부르크는 새로 취임한 아르민 페 감독을 겨울 휴식기 이후, 성적 부진으로 해임하였다. 당시 볼프스부르크는 리그 10위까지 내려가 있었다. 챔피언스리그에서, 볼프스부르크는 맨체스터 유나이티드 FC와 PFC CSKA 모스크바에 밀려 조 3위로 마감하였고, 챔피언스리그 16강 진출에 실패하였다. 그 결과에 따라 볼프스부르크는 UEFA 유로파리그 32강으로 무대를 옮겼다. VfL은 스페인 라 리가의 비야레알 CF를 합계 6-3으로 제압하였고, 러시아 프리미어리그의 FC 루빈 카잔을 3-2로 격파하였다. 그러나 8강에서 이 시즌의 준우승 팀 풀럼 FC를 만나 합계 1-3으로 패해 탈락하였다.
2010년 5월 11일, 전 잉글랜드 국가대표팀 감독 스티브 매클래런이 새 감독으로 선정되었다. FC 트벤터를 에레디비시 첫 우승으로 인도한 그는 분데스리가 팀의 감독직을 맡은 잉글랜드인 감독이 되었다. 그러나 2011년 2월 7일, 매클래런은 해임되었고, 그의 자리에 피에르 릿바어스키가 감독 대행을 맡았다. 그러나, 볼프스부르크는 5경기 동안 4경기에 패하였고, 결국 VfL은 강등권까지 순위가 하락하였다.
2011년 3월 18일, 볼프스부르크는 펠릭스 마가트가 VfL의 감독 겸 스포르팅 디렉터로 돌아왔다고 발표하였다. 마가트는 볼프스부르크를 분데스리가 우승으로 이끌어낸지 2년 만에 복귀한 것으로, 그가 FC 샬케 04의 감독직에서 해임된지 이틀만에 일어난 일이었다. 그는 VfL과 2년 계약을 체결하였다. 마가트는 클럽은 안정적으로 이끌었으나, 클럽은 비효율적인 투자를 함에 따라, 이어지는 2011-12 시즌에는 중위권에 그쳤다. 8경기에서 승점을 5점 획득하는데 그친 2012-13 시즌 초에, 마가트는 2012년 10월 25일에 상호 계약 해지로 클럽을 떠났다.

## 역대 성적
- 1 분데스리가 우승 1회
  - 우승: 2008-09
- 1 분데스리가 준우승 1회
  - 준우승: 2014-15

- DFB-포칼 우승 1회
  - 우승: 2014–15

- DFL-슈퍼컵 우승 1회
  - 우승: 2015

- 독일 아마토이어 챔피언쉽
  - 준우승: 1963

- 북부 레기오날리가 (2부리그)
  - 준우승: 1970

- 동부 니더작센 아마토이어오베르리가 (2부리그) 우승 3회
  - 우승: 1952, 1954, 1963

- 북부 오베르리가 (3부리그) 우승 2회
  - 우승: 1991, 1992
  - 준우승: 1976, 1978, 1988

### 유소년팀
- 독일 U-19 챔피언쉽
  - 준우승: 2008

- 독일 U-19 북부 / 북동부 분데스리가 우승 1회
  - 우승: 2008

- 독일 U-17 북부 / 북동부 분데스리가 우승 1회
  - 우승: 2009

## 경기장
2008-09 분데스리가 챔피언 VfL 볼프스부르크의 홈 구장은폴크스바겐 아레나로, 폴크스바겐 아레나는 니더작센주 볼프스부르크에 위치한 다목적 경기장으로, 30,000명의 관중을 수용할 수 있다. 2002년에 폴크스바겐 아레나가 완공되기 전까지, VfL 볼프스부르크는 20,500명을 수용할 수 있는 VfL-슈타디온(VfL-Stadion)에서 홈 경기를 치루었다. VfL-슈타디온은 여전히 리저브팀이 사용하고 있다.
현재 폴크스바겐 아레나는 주로 VfL 볼프스부르크의 홈 구장으로 사용되며, 이곳은 2008-09 시즌에 볼프스부르크가 첫 우승을 자축했던 장소이기도 하다. 엘튼 존, 아나스타샤, 보니 타일러 등의 대중음악가들이 폴크스바겐 아레나에서 콘서트를 열기도 했다.

## 선수 명단
2024년 8월 30일 기준

### 현재 선수 명단
참고: FIFA 자격 규정에 따라 소속된 국가대표팀 국기를 표시합니다. 선수는 복수의 FIFA 비회원국 국적을 가지고 있을 수 있습니다.
| 번호 | 포지션 | 국적     | 이름                                         |
| ---- | ------ | -------- | -------------------------------------------- |
| 1    | GK     |          | 카밀 그라바라                                |
| 2    | DF     |          | 킬리안 피셔                                  |
| 3    | DF     |          | 세바스티안 보르나우                          |
| 4    | DF     |          | 콘스탄티노스 쿨리에라키스                    |
| 5    | DF     |          | 세드리크 체지거                              |
| 6    | MF     |          | 아스터 브랑크스                              |
| 8    | MF     | 튀르키예 | 살리흐 외즈잔 (보루시아 도르트문트에서 임대) |
| 9    | FW     | 알제리   | 모하메드 아무라 (위니옹 SG에서 임대)         |
| 10   | FW     |          | 루카스 은메차                                |
| 11   | FW     | 포르투갈 | 티아구 토마스                                |
| 12   | GK     |          | 파바오 페르반                                |
| 13   | DF     |          | 호제리우                                     |
| 14   | FW     |          | 바르토시 비아웨크                            |
| 16   | FW     |          | 야쿠프 카민스키                              |
| 17   | FW     |          | 케빈 베렌스                                  |

| 번호 | 포지션 | 국적       | 이름                              |
| ---- | ------ | ---------- | --------------------------------- |
| 18   | DF     | 슬로바키아 | 데니스 바우로 (코펜하겐에서 임대) |
| 19   | MF     | 크로아티아 | 로브로 마예르                     |
| 20   | DF     |            | 리들레 바쿠                       |
| 21   | DF     |            | 요아킴 멜레                       |
| 22   | DF     |            | 마티스 앙젤리                     |
| 23   | FW     |            | 요나스 빈                         |
| 24   | MF     |            | 벤스 다르더이                     |
| 27   | MF     |            | 막시밀리안 아르놀트               |
| 29   | GK     |            | 마리우스 뮐러                     |
| 30   | GK     |            | 니클라스 클링거                   |
| 31   | MF     |            | 야니크 게르하르트                 |
| 32   | MF     |            | 마티아스 스반베리                 |
| 39   | FW     |            | 파트리크 비머                     |
| 40   | MF     |            | 케빈 파레데스                     |

### 임대 선수 명단
참고: FIFA 자격 규정에 따라 소속된 국가대표팀 국기를 표시합니다. 선수는 복수의 FIFA 비회원국 국적을 가지고 있을 수 있습니다.
| 번호 | 포지션 | 국적 | 이름                                     |
| ---- | ------ | ---- | ---------------------------------------- |
| —    | GK     |      | 필리프 슐체 (SC 페를로 임대)             |
| —    | DF     |      | 마누엘 브라운 (발트호프 만하임으로 임대) |
| —    | DF     |      | 니콜라 코자 (낭트로 임대)                |
| —    | DF     |      | 모리츠 옌츠 (마인츠 05로 임대)           |

| 번호 | 포지션 | 국적       | 이름                                           |
| ---- | ------ | ---------- | ---------------------------------------------- |
| —    | MF     |            | 코피 아모아코 (VfL 오스나브뤼크로 임대)        |
| —    | MF     | 크로아티아 | 바르톨 프라니치 (샤흐타르 도네츠크로 임대)     |
| —    | FW     | 체코       | 바츨라프 체르니 (레인저스로 임대)              |
| —    | FW     |            | 제난 페이치노비치 (포르투나 뒤셀도르프로 임대) |

## 역대 감독
| 감독                      | 임기        |
| ------------------------- | ----------- |
| 호르스트 흐루베슈         | 1988 ~ 1989 |
| 에릭 헤러츠               | 2004 ~ 2005 |
| 피에르 리트바르스키(대행) | 2011        |
| 올리버 글라스너           | 2019 ~ 2021 |
| 마르크 판 보멀            | 2021        |
| 니코 코바치               | 2022 ~ 2024 |

## 코칭스태프
| 지위        | 이름          | 국적     |
| ----------- | ------------- | -------- |
| 감독        | 폴 시모니스   | 네덜란드 |
| 수석 코치   | 빈센트 하일만 | 네덜란드 |
| 골키퍼 코치 | 파스칼 포르만 | 독일     |

## 같이 보기
- 실업팀